# Квантовая точка

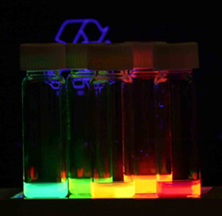
Коллоидные суспензии (взвеси) квантовых точек, облученные УФ-светом. Квантовые точки разного размера переизлучают разные цвета света из-за квантового размерного эффекта.

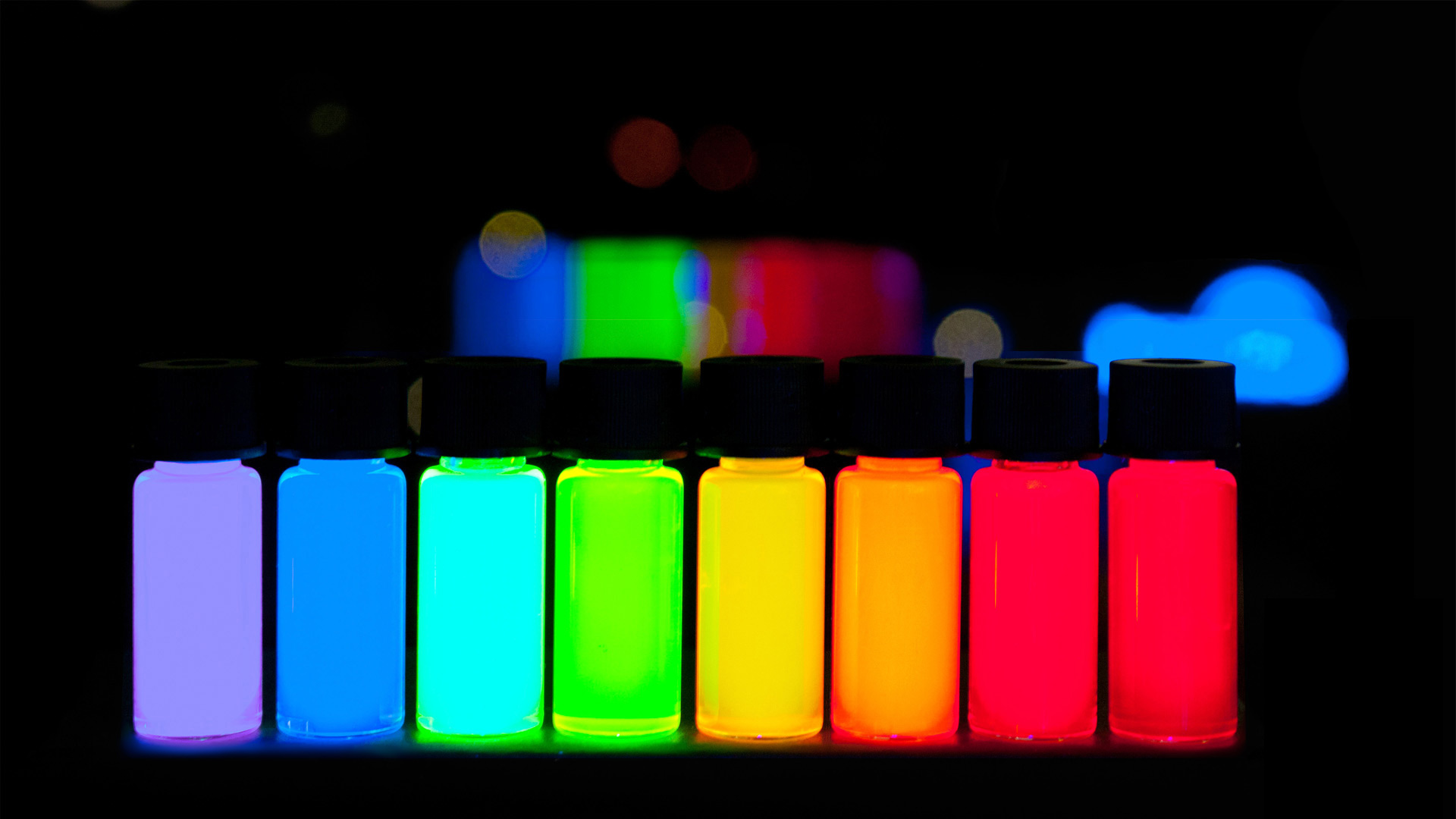
Квантовые точки со ступенчатым изменением спектра излучения от фиолетового к тёмно-красному.
Примерные размеры квантовых точек во взвесях:
2 нм — синий цвет излучения,
4 нм — зелёный,
5 нм — жёлтый,
6 нм — красный.

Ква́нтовая то́чка (КТ, нанокристал, искусственный атом) — фрагмент проводника или полупроводника (например InGaAs, CdSe, CdS или GaInP/InP), носители заряда (электроны или дырки) которого ограничены в пространстве по всем трём измерениям. Размер квантовой точки должен быть настолько мал, чтобы квантовые эффекты были существенными. Когда их освещают УФ-светом, электрон в квантовой точке может быть возбуждён до состояния с более высокой энергией. В случае полупроводниковой квантовой точки этот процесс соответствует переходу электрона из валентной зоны в зону проводимости. Возбуждённый электрон может вернуться в валентную зону, высвободив свою энергию в виде фотона. Это излучение света (фотолюминесценция) показано на рисунке справа. Цвет этого света зависит от разницы энергий между зоной проводимости и валентной зоной или от перехода между дискретными энергетическими состояниями, когда зонная структура в КТ нечётко определена.
Наноразмерные полупроводниковые материалы плотно удерживают либо электроны, либо дырки. Удержание похоже на частицу в ящике. Особенности поглощения и излучения квантовых точек соответствуют переходам между дискретными квантово-механически разрешёнными уровнями энергии в ящике, напоминающими атомные спектры. По этим причинам квантовые точки иногда называют искусственными «атомами», подчёркивая их связанные и дискретные электронные состояния, подобно встречающимся в природе атомам или молекулам. Электронные волновые функции в квантовых точках напоминают таковые в реальных атомах. Соединив две или более квантовых точек можно создать искусственную «молекулу», проявляющую гибридизацию даже при комнатной температуре. Точная сборка квантовых точек может сформировать сверхрешётки, которые действуют как искусственные твёрдотельные материалы и обладают уникальными оптическими и электронными свойствами.
Квантовые точки обладают промежуточными свойствами между объёмными полупроводниками и отдельными атомами или молекулами. Их оптоэлектронные свойства изменяются в зависимости как от размера, так и от формы. Более крупные КТ диаметром 5—6 нм излучают более длинные волны таких цветов, как оранжевый или красный. КТ меньшего размера (2—3 нм) излучают более короткие волны, создавая синий и зелёный свет. Однако конкретные цвета различаются в зависимости от точного химического состава КТ.
Потенциальные применения квантовых точек включают одноэлектронные транзисторы, солнечные элементы, светодиоды, лазеры, источники одиночных фотонов, генерацию второй гармоники, квантовые вычисления, исследования в клеточной биологии, микроскопию и медицинскую визуализацию. Их небольшой размер позволяет суспендировать некоторые КТ в растворе и использовать их в струйной печати и центрифугировании. Они использовались в тонких плёнках Ленгмюра — Блоджетт. Эти технические средства приводят к созданию менее дорогих и менее трудоёмких методов изготовления полупроводников.
Существует несколько распространённых способов создания квантовых точек. Возможные методы включают коллоидный синтез, самосборку, использование электрического поля и другие.

## Производство

### Коллоидный синтез
Коллоидные полупроводниковые нанокристаллы синтезируются из растворов подобно традиционным химическим процессам. Основное отличие заключается в том, что продукт не выпадает в осадок в виде твёрдого вещества и не остаётся растворённым. Нагревая раствор при высокой температуре, прекурсоры разлагаются с образованием мономеров, которые затем создают нанокристаллы на зародышах. Температура является решающим фактором при определении оптимальных условий для роста нанокристаллов. Она должна быть достаточно высокой, чтобы обеспечить возможность перегруппировки и отжига атомов в процессе синтеза, и в то же время достаточно низкой, чтобы способствовать росту кристаллов. Концентрация мономеров — ещё один критический фактор, который необходимо строго контролировать во время роста нанокристаллов. Этот процесс может протекать в двух различных режимах: «фокусировка» и «дефокусировка». При высоких концентрациях мономера критический размер (размер, при котором нанокристаллы не растут и не сжимаются) относительно мал, что приводит к росту почти всех частиц. В этом режиме более мелкие частицы растут быстрее, чем крупные (поскольку более крупным кристаллам для роста требуется больше атомов, чем маленьким кристаллам), что создаёт фокусировку функции распределения КТ по размерам, что приводит к невероятному распределению почти монодисперсных частиц. Фокусировка по размеру оптимальна, когда концентрация мономера поддерживается такой, что средний размер присутствующих нанокристаллов всегда немного превышает критический размер. Со временем концентрация мономера уменьшается, критический размер становится больше существующего среднего размера, и распределение дефокусируется.
Созданы коллоидные методы производства множества различных полупроводниковых КТ. Типичные точки состоят из бинарных соединений, таких как сульфид свинца, селенид свинца, селенид кадмия, сульфид кадмия, теллурид кадмия, арсенид индия и фосфид индия. КТ также можно изготовить из тройных соединений, таких как сульфид селенида кадмия. Кроме того, недавние достижения позволили синтезировать коллоидные квантовые точки перовскита. Эти квантовые точки могут содержать от 100 до 100 000 атомов в объёме квантовой точки с диаметром от ≈10 до 50 диаметров атомов. Это соответствует примерно от 2 до 10 нанометров, а при 10 нм в диаметре.

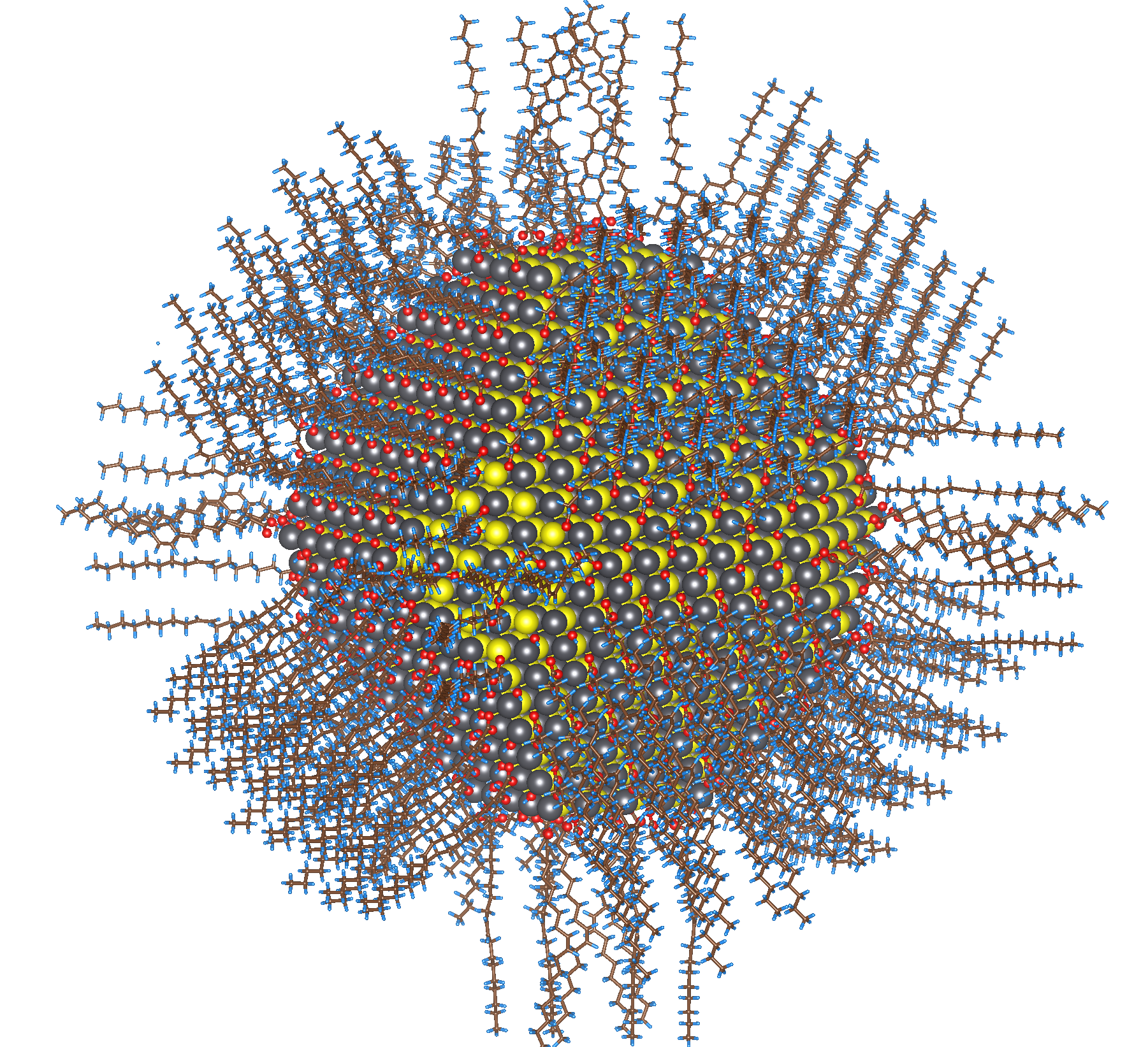
Идеализированное изображение коллоидной наночастицы сульфида свинца (селенида) с полной пассивацией олеиновой кислотой, олеиламином и гидроксильными лигандами (размер ≈5 нм).

Большие количества квантовых точек могут быть синтезированы посредством коллоидного синтеза. Благодаря такой масштабируемости и удобству лабораторных условий коллоидные синтетические методы перспективны для коммерческого применения.

### Плазменный синтез
Плазменный синтез стал одним из самых популярных газофазных подходов к производству квантовых точек, особенно с ковалентными связями. Например, квантовые точки из кремния (Si) и германия (Ge) были синтезированы с использованием неравновесной плазмы. Размером, формой, поверхностью и составом квантовых точек можно управлять при использовании неравновесной плазмы. Легирование, которое является весьма сложным процессом для квантовых точек, также было реализовано в плазменном синтезе. Плазменный синтез приводит к КТ в форме порошка, поверхность которого можно модифицировать. Это может привести к превосходному диспергированию квантовых точек либо в органических растворителях, либо в воде (то есть коллоидных квантовых точек).

### Производство в присутствии электрического поля
Электростатический потенциал, необходимый для создания квантовой точки, можно реализовать несколькими методами. К ним относятся внешние электроды, легирование, деформация или примеси. Самособирающихся квантовых точек обычно насчитывается от 5 до 50 нм по размеру. КТи, образованные затворными электродами с литографическим рисунком или травлением двумерного электронного газа в полупроводниковых гетероструктурах, могут иметь поперечные размеры от 20 до 100 нм.
- Некоторые квантовые точки представляют собой небольшие области одного материала, погружённые в другой, с большей запрещённой зоной. Это могут быть так называемые структуры ядро-оболочка, например, с CdSe в ядре и ZnS в оболочке, или из особых форм кремнезёма, называемых ормосилом. Субмонослойные оболочки также могут быть эффективными способами пассивации квантовых точек, например, ядра PbS с субмонослойными оболочками из CdS[40][41].
- Квантовые точки иногда возникают спонтанно в структурах с квантовыми ямами из-за монослойных флуктуаций её толщины.

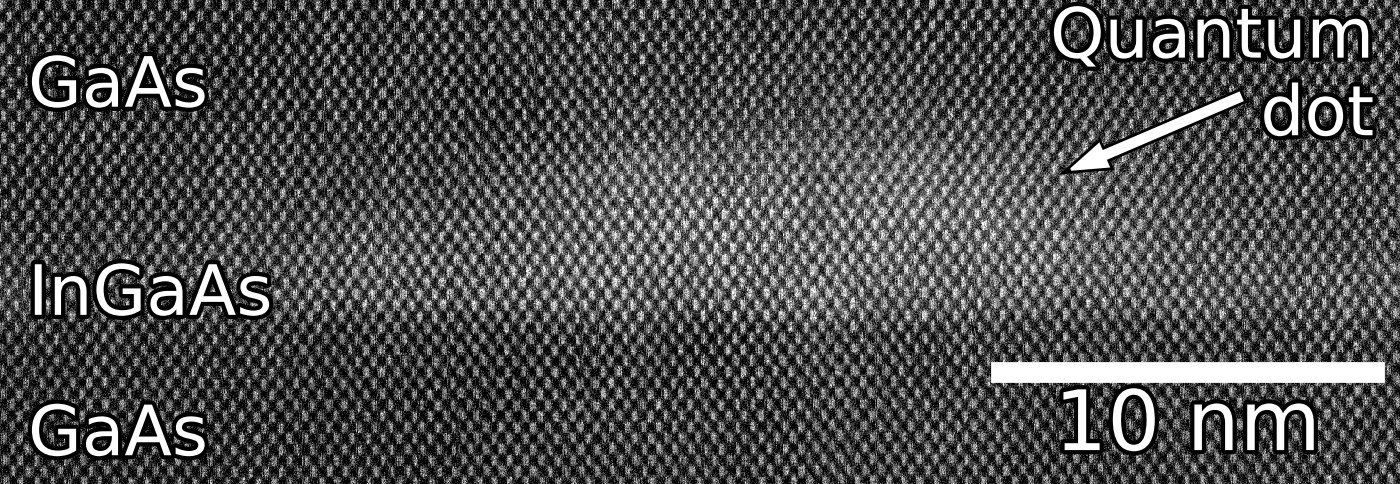
Изображение квантовой точки арсенида индия-галлия, в матрице арсениде галлия, полученное сканирующей просвечивающей электронной микроскопией с атомным разрешением.

- Самособирающиеся квантовые точки зарождаются спонтанно при определённых условиях во время молекулярно-лучевой эпитаксии (МЛЭ) и осаждения металлорганических соединений из газообразной фазы (MOVPE), когда материал выращивается на подложке, с которой он не согласован по постоянной решётке. Возникающая в результате деформация приводит к образованию островков поверх двумерного смачивающего слоя. Этот режим роста известен как рост Странского — Крыстанова[42]. Впоследствии островки можно зарастить, чтобы сформировать квантовую точку. Широко используемым типом квантовых точек, выращенных этим методом, являются квантовые точки арсенида индия-галлия в арсениде галлия[43]. Такие квантовые точки имеют потенциал для применения в квантовой криптографии (то есть однофотонных источниках) и квантовых вычислениях. Основными ограничениями этого метода являются стоимость изготовления и отсутствие контроля над расположением отдельных точек.
- Отдельные квантовые точки могут быть созданы из двумерных электронных или дырочных газов, присутствующих в удалённо легированных квантовых ямах или полупроводниковых гетероструктурах, называемых латеральными квантовыми точками. Поверхность образца покрывают тонким слоем резиста, а затем с помощью электронно-лучевой литографии в резисте определяют поперечный рисунок. Этот рисунок затем можно перенести на электронный или дырочный газ путём травления или нанесения металлических электродов, которые позволяют приложить внешнее напряжение между электронным газом и электродами. Такие квантовые точки в основном представляют интерес для экспериментов и приложений, связанных с транспортом электронов или дырок, а также используются в качестве спиновых кубитов[44]. Преимущество квантовых точек этого типа заключается в том, что их энергетический спектр можно сконструировать, контролируя геометрический размер, форму и силу удерживающего потенциала с помощью электродов затвора. Эти квантовые точки легко соединяются туннельными барьерами с проводящими выводами, что позволяет применять для их исследования методы туннельной спектроскопии.
- Дополнительная технология металл-оксид-полупроводник (КМОП) может быть использована для изготовления кремниевых квантовых точек. Ультра маленький (L = 20 нм, W = 20 нм) КМОП-транзисторы ведут себя как одноэлектронные квантовые точки при криогенной температуре в диапазоне −269 °С (4 К) примерно до −258 °С (15 К). В транзисторе наблюдается кулоновская блокада из-за последовательного процесса зарядки электронами (дырками). Количество электронов (дырок), заключённых в канале, определяется напряжением на затворе, начиная с заполнения нуля электронов (дырок), и его можно установить равным 1 или нескольким[45].

### Вирусная сборка
Генно-инженерные вирусы- бактериофаги М13 позволяют создавать биокомпозитные структуры с квантовыми точками. Ранее было показано, что генно-инженерные вирусы могут распознавать определённые поверхности полупроводников методом селекции посредством комбинаторного фагового дисплея. Кроме того, известно, что жидкокристаллические структуры вирусов дикого типа (Fd, M13 и TMV) можно регулировать путём контроля концентрации раствора, ионной силы раствора и внешнего магнитного поля, приложенного к растворам. Следовательно, специфические свойства распознавания вируса используются для организации неорганических нанокристаллов, образующих упорядоченные массивы в масштабе длины, определяемом образованием жидких кристаллов. Используя эту информацию, Lee et al. (2000) смогли создать самоорганизующиеся, высокоориентированные, самоподдерживающиеся плёнки из раствора фага и прекурсора ZnS. Эта система позволила им варьировать как длину бактериофага, так и тип неорганического материала посредством генетической модификации и отбора.

### Электрохимическая сборка
Высокоупорядоченные массивы квантовых точек также получают электрохимическими методами. Шаблон создаётся путём ионной реакции на границе раздела электролит-металл, которая приводит к спонтанной сборке наноструктур, включая квантовые точки, на металле, который затем используется в качестве маски для меза-травления этих наноструктур на выбранной подложке.

### Массовое производство
Массовое производство квантовых точек основано на процессе, называемом высокотемпературной двойной инжекцией, который был масштабирован многими компаниями для коммерческих приложений, требующих больших количеств (от сотен килограммов до тонн) квантовых точек. Воспроизводимые размеры КТ, получаемых этим методом производства, используются в широком диапазоне размеров и составов.
Связь в некоторых квантовых точках, не содержащих кадмия, таких как квантовые точки на основе элементов III—V групп, более ковалентна, чем в материалах II—VI групп, поэтому труднее разделить зарождение и рост наночастиц с помощью высокотемпературного синтеза с двойной инжекцией. Альтернативный метод синтеза квантовых точек — процесс молекулярного посева — обеспечивает путь к производству высококачественных квантовых точек с воспроизводимыми характеристиками в больших объёмах. В этом процессе используются идентичные молекулы молекулярного кластерного соединения в качестве центров зародышеобразования для роста наночастиц, что позволяет избежать необходимости в высокотемпературной стадии инжекции. Рост частиц поддерживается периодическим добавлением прекурсоров при умеренных температурах до тех пор, пока не будет достигнут желаемый размер частиц. Процесс молекулярного посева не ограничивается производством квантовых точек, не содержащих кадмия; например, его используют для синтеза килограммовых партий высококачественных квантовых точек элементов II—VI групп всего за несколько часов.
Другой подход к массовому производству коллоидных квантовых точек можно увидеть в переносе известной методологии синтеза методом горячей инжекции в техническую систему с непрерывным потоком. Вариации от партии к партии, возникающие из-за потребностей в рамках упомянутой методологии, можно преодолеть за счёт использования технических компонентов для смешивания и выращивания, а также регулирования транспорта и температуры. Для производства полупроводниковых наночастиц на основе CdSe этот метод был исследован и настроен на объёмы производства кг в месяц. Поскольку использование технических компонентов обеспечивает лёгкую взаимозаменяемость с точки зрения максимальной пропускной способности и размера, её можно дополнительно увеличить до десятков или даже сотен килограммов.
В 2011 году консорциум американских и голландских компаний сообщил о важной вехе в крупносерийном производстве квантовых точек, применив традиционный высокотемпературный метод двойного инжекции в проточную систему.
23 января 2013 года компания Dow заключила эксклюзивное лицензионное соглашение с британской компанией Nanoco на использование их метода низкотемпературного молекулярного посева для массового производства безкадмиевых квантовых точек для электронных дисплеев, а 24 сентября 2014 года компания Dow начала работу над производственным предприятием в Южной Корее, способным производить достаточное количество квантовых точек для «миллионов телевизоров и других устройств, не содержащих кадмия, таких как планшеты». Массовое производство должно начаться в середине 2015 года. 24 марта 2015 года компания Dow объявила о заключении партнерского соглашения с LG Electronics по развитию использования квантовых точек, не содержащих кадмия, в дисплеях.

### Квантовые точки без тяжёлых металлов
Во многих регионах мира в настоящее время действует ограничение или запрет на использование токсичных тяжелых металлов в предметах домашнего обихода, а это означает, что большинство квантовых точек на основе кадмия непригодны для применения в потребительских товарах.
Для коммерческой жизнеспособности был разработан ряд ограниченных квантовых точек, не содержащих тяжёлых металлов, которые демонстрируют яркое излучение в видимой и ближней инфракрасной области спектра и имеют оптические свойства, аналогичные свойствам квантовых точек CdSe. Среди этих материалов — InP/ZnS, CuInS/ZnS, Si, Ge и C.
Пептиды исследуются как потенциальный материал для квантовых точек.

## Здоровье и безопасность
Некоторые квантовые точки при определённых условиях представляют опасность для здоровья человека и окружающей среды. Примечательно, что исследования токсичности квантовых точек были сосредоточены на частицах, содержащих кадмий, и ещё не были продемонстрированы на животных моделях после физиологически значимых доз. Исследования токсичности квантовых точек (КТ) in vitro, основанные на клеточных культурах, позволяют предположить, что их токсичность может быть обусловлена множеством факторов, включая их физико-химические характеристики (размер, форма, состав, поверхностные функциональные группы и поверхностные заряды) и окружающую среду. Оценка их потенциальной токсичности сложна, поскольку эти факторы включают такие свойства, как размер КТ, заряд, концентрация, химический состав, блокирующие лиганды, а также их окислительная, механическая и фотолитическая стабильность.
Многие исследования были сосредоточены на механизме цитотоксичности КТ с использованием модельных клеточных культур. Было продемонстрировано, что после воздействия ультрафиолетового излучения или окисления воздухом КТ CdSe выделяют свободные ионы кадмия, вызывая гибель клеток. Сообщалось также, что КТ из элементов II—VI групп индуцируют образование активных форм кислорода после воздействия света, что, в свою очередь, может повредить клеточные компоненты, такие как белки, липиды и ДНК. Некоторые исследования также показали, что добавление оболочки ZnS ингибирует процесс образования активных форм кислорода в КТ CdSe. Другой аспект токсичности КТ заключается в том, что in vivo существуют внутриклеточные пути, зависящие от размера, которые концентрируют эти частицы в клеточных органеллах, недоступных для ионов металлов, что может приводить к уникальным образцам цитотоксичности по сравнению с составляющими их ионами металлов. Сообщения о локализации КТ в ядре клетки представляют дополнительные виды токсичности, поскольку они могут вызывать мутации ДНК, которые, в свою очередь, будут распространяться в будущих поколениях клеток, вызывая заболевания.
Хотя в исследованиях in vivo с использованием животных моделей сообщалось о концентрации КТ в некоторых органеллах, ни гистологический, ни биохимический анализ не выявил никаких изменений в поведении животных, их весе, гематологических маркерах или повреждении органов. Эти результаты заставили учёных поверить в то, что внутриклеточная доза является наиболее важным фактором, определяющим токсичность КТ. Следовательно, факторы, определяющие эндоцитоз КТ, определяющие эффективную внутриклеточную концентрацию, такие как размер, форма и химия поверхности КТ, определяют их токсичность. Выведение КТ через мочу на животных моделях также было продемонстрировано путем инъекции КТ CdSe, помеченных радиоактивным изотопом ZnS, где лигандная оболочка была помечена 99m Tc. Хотя многочисленные другие исследования пришли к выводу о сохранении КТ на клеточном уровне, экзоцитоз КТ всё ещё плохо изучен в литературе.
Хотя значительные исследовательские усилия расширили понимание токсичности КТ, в литературе существуют большие расхождения, и вопросы всё ещё требуют ответов. Разнообразие этого класса материалов по сравнению с обычными химическими веществами делает оценку их токсичности весьма сложной задачей. Поскольку их токсичность также может быть динамической в зависимости от факторов окружающей среды, таких как уровень pH, освещённость и тип клеток, традиционные методы оценки токсичности химических веществ, такие как LD 50, неприменимы для КТ. Поэтому исследователи сосредотачиваются на внедрении новых подходов и адаптации существующих методов для включения этого уникального класса материалов. Научное сообщество изучает новые стратегии создания более безопасных КТ. Недавней новинкой в этой области является открытие углеродных квантовых точек — нового поколения оптически активных наночастиц, потенциально способных заменить полупроводниковые КТ, но чьим преимуществом является гораздо меньшая токсичность.

## Оптические свойства
В полупроводниках поглощение света обычно приводит к тому, что электрон перемещается из валентной зоны в зону проводимости, оставляя после себя дырку. Электрон и дырка могут образовывать связанное состояние, образуя экситон. Когда этот экситон рекомбинирует (то есть электрон возвращается в своё основное состояние), энергия экситона может излучаться в виде света. Это явление называется флуоресценцией. В упрощённой модели энергию испускаемого фотона можно понимать как сумму энергии запрещённой зоны между самым высоким занятым уровнем и самым низким незанятым энергетическим уровнем, энергий удержания дырки и возбуждённого электрона, а также энергии связи экситона (электронно-дырочной пары).

Рисунок представляет собой упрощённое изображение, показывающее возбужденный электрон и дырку в экситоне и соответствующие энергетические уровни. Полную энергию можно рассматривать как сумму энергии запрещённой зоны, энергии, участвующей в кулоновском притяжении в экситоне, и энергий удержания возбуждённого электрона и дырки.

Поскольку энергия размерного квантования зависит от размера квантовой точки, как начало поглощения, так и излучение флуоресценции можно регулировать, изменяя размер квантовой точки во время её синтеза. Чем больше точка, тем краснее (более низкая энергия) начало её поглощения и спектр флуоресценции. И наоборот, меньшие точки поглощают и излучают более синий (более энергетический) свет. Кроме того, было показано, что время жизни флуоресценции определяется размером квантовой точки. Точки большего размера имеют более близко расположенные энергетические уровни, на которых может быть захвачена пара электрон-дырка. Следовательно, электронно-дырочные пары в более крупных точках живут дольше, поэтому более крупные точки демонстрируют более длительные времена жизни.
Чтобы улучшить квантовый выход флуоресценции, квантовые точки можно создать с оболочками из полупроводникового материала с большей запрещённой зоной вокруг них. Предполагается, что улучшение связано с уменьшением доступа электронов и дырок к путям безызлучательной поверхностной рекомбинации в некоторых случаях, но также и с уменьшением оже-рекомбинации в других.

## Приложения
Квантовые точки особенно перспективны для оптических применений из-за их высокого коэффициента поглощения и сверхбыстрых оптических нелинейностей, что потенциально может применяться для разработки полностью оптических систем. Они работают как одноэлектронный транзистор и демонстрируют эффект кулоновской блокады. Квантовые точки также предлагались в качестве реализации кубитов для обработки квантовой информации и в качестве активных элементов для термоэлектриков.

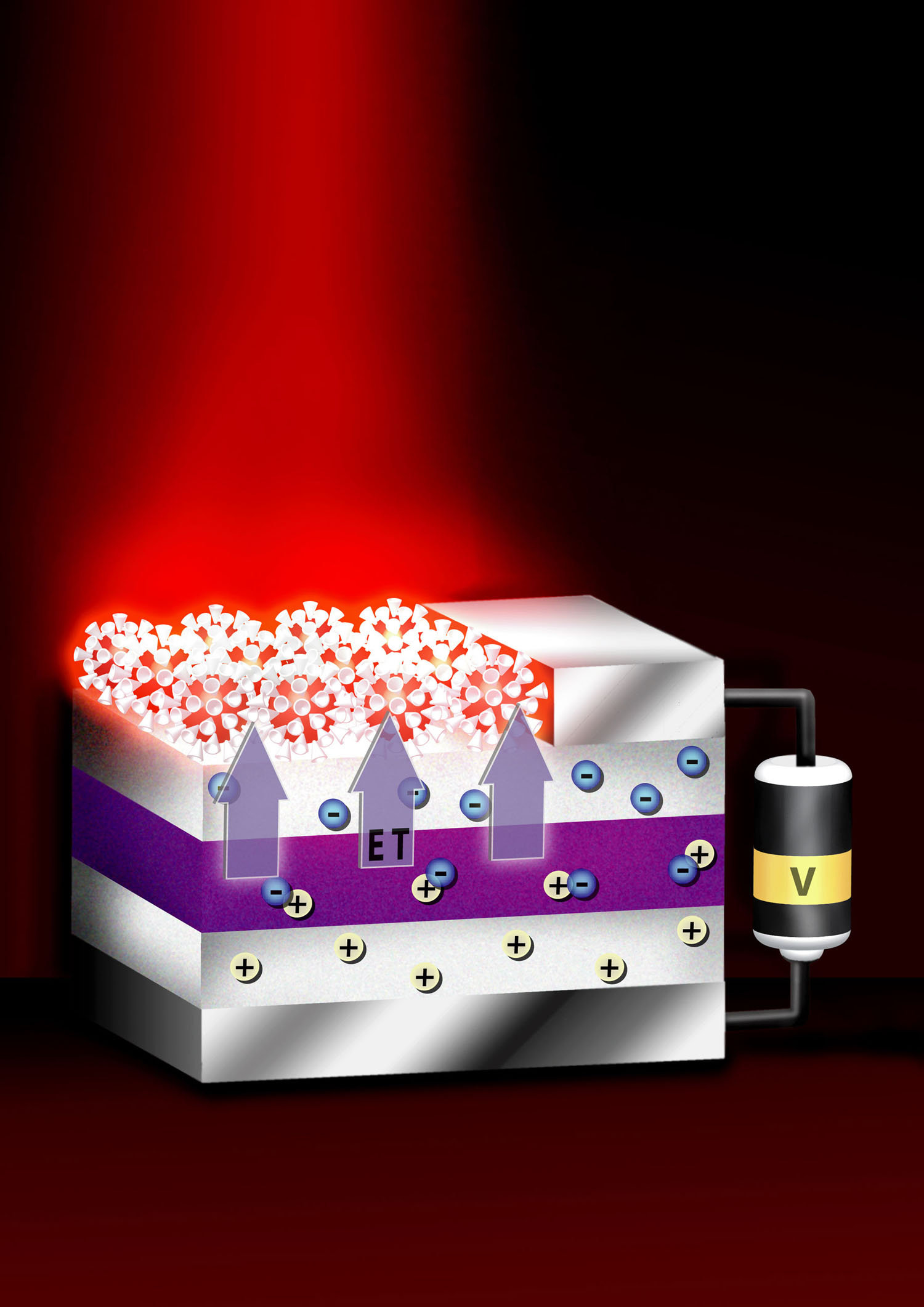
Устройство, которое производит видимый свет посредством передачи энергии от тонких слоёв квантовых ям к кристаллам над слоями.

Будучи нульмерными, квантовые точки имеют более неоднородную плотность состояний, чем структуры более высокой размерности. В результате они обладают превосходными транспортными и оптическими свойствами. Они потенциально могут использоваться в диодных лазерах, усилителях и биологических сенсорах. Квантовые точки можно возбуждать в локально усиленном электромагнитном поле, создаваемом наночастицами золота, что затем можно наблюдать по поверхностному плазмонному резонансу в спектре фотолюминесцентного возбуждения нанокристаллов (CdSe)ZnS. Высококачественные квантовые точки хорошо подходят для оптического кодирования и мультиплексирования благодаря своим широким профилям возбуждения и узким симметричным спектрам излучения. Новые поколения квантовых точек обладают далеко идущим потенциалом для изучения внутриклеточных процессов на уровне отдельных молекул, визуализации клеток с высоким разрешением, долгосрочного наблюдения за движением клеток in vivo, нацеливания на опухоли и диагностики.
Нанокристаллы CdSe являются эффективными триплетными фотосенсибилизаторами. Лазерное возбуждение небольших наночастиц CdSe позволяет извлекать энергию возбуждённого состояния из квантовых точек в объёмный раствор, открывая тем самым двери для широкого спектра потенциальных применений, таких как фотодинамическая терапия, фотоэлектрические устройства, молекулярная электроника и катализ.

### Подкожный учёт
В декабре 2019 года Роберт С. Лангер и его команда разработали и запатентовали метод, с помощью которого можно использовать трансдермальные пластыри для нанесения идентификационной татуировки людям с помощью невидимых чернил для подкожного хранения информации. Это было представлено как благо для «развивающихся стран», где отсутствие инфраструктуры означает отсутствие медицинской документации. Технология, переданная Массачусетскому технологическому институту использует «краситель на основе квантовых точек, который доставляется, в данном случае вместе с вакциной, с помощью микроигольного пластыря». Исследование финансировалось Фондом Билла и Мелинды Гейтс и Институтом интегративных исследований рака Коха.

### Биология
В современном биологическом анализе используются различного рода органические красители. Однако по мере развития технологий возникает потребность в большей гибкости этих красителей. С этой целью квантовые точки быстро взяли на себя эту роль, поскольку они превосходят традиционные органические красители по нескольким параметрам, одним из наиболее очевидных из которых является яркость (благодаря высокому коэффициенту поглощения в сочетании с сопоставимым квантовым выходом с флуоресцентными красителями), а также их стабильность (позволяющая гораздо меньше фотообесцвечивания). Было подсчитано, что квантовые точки в 20 раз ярче и в 100 раз более стабильны, чем традиционные флуоресцентные репортеры. Нерегулярное мерцание квантовых точек при отслеживании одиночных частиц является незначительным недостатком. Однако были группы, которые разработали квантовые точки, которые по сути не мерцают, и продемонстрировали их полезность в экспериментах по отслеживанию одиночных молекул.
Использование квантовых точек для высокочувствительной клеточной визуализации добилось значительных успехов. Например, улучшенная фотостабильность квантовых точек позволяет получать множество последовательных изображений в фокальной плоскости, которые можно реконструировать в трёхмерное изображение с высоким разрешением. Ещё одно приложение, в котором используется исключительная фотостабильность зондов с квантовыми точками, — это отслеживание молекул и клеток в реальном времени в течение длительных периодов времени. Антитела, стрептавидин, пептиды, ДНК, аптамеры нуклеиновых кислот или низкомолекулярные лиганды могут использоваться для нацеливания квантовых точек на определённые белки клеток. Исследователям удалось наблюдать квантовые точки в лимфатических узлах мышей более 4 месяцев.
Квантовые точки могут обладать антибактериальными свойствами, подобными наночастицам, и могут убивать бактерии в зависимости от дозы. Одним из механизмов, с помощью которого квантовые точки могут убивать бактерии, является нарушение функций антиоксидантной системы в клетках и подавление антиоксидантных генов. Кроме того, квантовые точки могут напрямую повредить клеточную стенку. Было показано, что квантовые точки эффективны как против грамположительных, так и против грамотрицательных бактерий.
Полупроводниковые квантовые точки также использовались для визуализации предварительно меченных клеток in vitro. Ожидается, что способность отображать миграцию отдельных клеток в режиме реального времени будет важна для нескольких областей исследований, таких как эмбриогенез, метастазирование рака, терапия стволовыми клетками и иммунология лимфоцитов.
Одним из применений квантовых точек в биологии является использование донорных флуорофоров при резонансном переносе энергии Фёрстера, где большой коэффициент преломления и спектральная чистота этих флуорофоров делают их превосходящими молекулярные флуорофоры. Широкий спектр оптического поглощения КТ позволяет избирательно возбуждать донор и минимально возбуждать акцептор красителя в исследованиях на основе FRET. Недавно была продемонстрирована применимость модели FRET, которая предполагает, что квантовую точку можно аппроксимировать точечным диполем.
Использование квантовых точек для нацеливания на опухоли в условиях in vivo использует две схемы: активное нацеливание и пассивное нацеливание. В случае активного нацеливания квантовые точки функционализируются опухолеспецифическими сайтами связывания для избирательного связывания с опухолевыми клетками. Пассивное нацеливание использует усиленное проникновение и удержание опухолевых клеток для доставки зондов с квантовыми точками. Быстрорастущие опухолевые клетки обычно имеют более проницаемые мембраны, чем здоровые клетки, что позволяет мелким наночастицам проникать в тело клетки. Кроме того, у опухолевых клеток отсутствует эффективная лимфодренажная система, что приводит к последующему накоплению наночастиц.
Зонды с квантовыми точками проявляют токсичность in vivo. Например, нанокристаллы CdSe высокотоксичны для культивируемых клеток под воздействием УФ-излучения, поскольку частицы растворяются в процессе, известном как фотолиз, с высвобождением токсичных ионов кадмия в среду культуры. Однако было обнаружено, что в отсутствие УФ-облучения квантовые точки со стабильным полимерным покрытием практически нетоксичны. Инкапсуляция квантовых точек гидрогелем позволяет помещать квантовые точки в стабильный водный раствор, уменьшая возможность утечки кадмия. Опять же, о процессе выделения квантовых точек из живых организмов известно очень мало.
В другом потенциальном применении квантовые точки исследуются в качестве неорганического флуорофора для интраоперационного обнаружения опухолей с помощью флуоресцентной спектроскопии.
Доставка неповреждённых квантовых точек в цитоплазму клетки была сложной задачей при использовании существующих методов. Векторные методы привели к агрегации и эндосомальной секвестрации квантовых точек, тогда как электропорация может повредить полупроводниковые частицы и агрегировать доставленные точки в цитозоль. Путём сжатия клеток квантовые точки могут быть эффективно доставлены без последующей агрегации, захвата материала эндосомами или значительной потери жизнеспособности клеток. Более того, было показано, что отдельные квантовые точки, полученные с помощью этого подхода, можно обнаружить в цитозоле клетки, что иллюстрирует потенциал этого метода для исследований по отслеживанию одиночных молекул.

### Фотоэлектрические устройства
Настраиваемый спектр поглощения и высокие коэффициенты поглощения квантовых точек делают их привлекательными для технологий сбора света, таких как фотоэлектрическая энергетика. Квантовые точки могут повысить эффективность и снизить стоимость сегодняшних типичных кремниевых фотоэлектрических элементов. Согласно экспериментальному обзору 2004 года, квантовые точки селенида свинца (PbSe) могут производить более одного экситона из одного фотона высокой энергии посредством процесса умножения носителей или генерации множественных экситонов (МЭГ). Это выгодно отличается от современных фотоэлектрических элементов, которые могут управлять только одним экситоном на фотон высокой энергии, при этом носители высокой кинетической энергии теряют свою энергию в виде тепла. С другой стороны, квантово-ограниченные основные состояния коллоидных квантовых точек (например, сульфид свинца, PbS), включённые в исходные полупроводники с более широкой запрещённой зоной (например, перовскит), могут позволить генерировать фототок из фотонов с энергией ниже энергии запрещённой зоны основного материала через процесс двухфотонного поглощения, предлагающий другой подход (называемый промежуточной зоной, IB) для использования более широкого диапазона солнечного спектра и тем самым достижения более высокой фотоэлектрической эффективности.
Коллоидные фотоэлектрические элементы с квантовыми точками теоретически будут дешевле в производстве, поскольку их можно производить с помощью простых химических реакций.

#### Солнечные элементы только на квантовых точках
Ароматические самоорганизующиеся монослои (SAM) (например, 4-нитробензойная кислота) можно использовать для улучшения выравнивания энергетических зон на электродах и повышения эффективности. Этот метод обеспечил рекордный КПД преобразования мощности (PCE) 10,7 %. SAM расположен между плёнкой коллоидных квантовых точек (CQD) ZnO-PbS для изменения выравнивания энергетических зон с помощью дипольного момента составляющей молекулы SAM, а модификацию энергетических зон можно изменить с помощью плотности, дипольного момента и ориентации молекулы SAM.

#### Квантовые точки в гибридных солнечных элементах
Коллоидные квантовые точки также используются в неорганических/органических гибридных солнечных элементах. Эти солнечные элементы привлекательны из-за возможности недорогого изготовления и относительно высокой эффективности. Включение наноматериалов оксидов металлов, таких как ZnO, TiO2 и Nb2O5, в органические фотоэлектрические элементы было коммерциализировано с использованием полной рулонного производства. Заявлено, что в гибридных солнечных элементах Si nanowire/PEDOT:PSS эффективность преобразования энергии составляет 13,2 %.

#### Квантовая точка с нанопроволокой в солнечных элементах
Другое потенциальное использование включает закрытые монокристаллические нанопроволоки ZnO с квантовыми точками CdSe, погруженные в меркаптопропионовую кислоту в качестве среды для переноса дырок, чтобы получить солнечный элемент, сенсибилизированный КТ. Морфология нанопроволок позволила электронам напрямую попадать к фотоаноду. Эта форма солнечного элемента демонстрирует внутреннюю квантовую эффективность 50-60 %.
Нанопроволоки с покрытиями из квантовых точек на кремниевых нанопроволоках (SiNW) и углеродных квантовых точках. Использование SiNW вместо планарного кремния уменьшает отражающие свойства Si. SiNW демонстрирует эффект улавливания света из-за захвата света в SiNW. Такое использование SiNW в сочетании с углеродными квантовыми точками привело к созданию солнечного элемента, уровень PCE которого достиг 9,10 %.
Квантовые точки графена также были смешаны с органическими электронными материалами для повышения эффективности и снижения стоимости фотоэлектрических устройств и органических светоизлучающих диодов (OLED) по сравнению с листами графена. Эти графеновые квантовые точки были функционализированы органическими лигандами, которые испытывают фотолюминесценцию в результате поглощения ультрафиолета или видимого излучения.

### Светодиоды
Предлагается несколько методов использования квантовых точек для улучшения существующей конструкции светодиодов (LED), включая дисплеи на светодиодах с квантовыми точками (QD-LED или QLED) и дисплей на белых светоизлучающих диодах на квантовых точках (QD-WLED). Поскольку квантовые точки естественным образом создают квазимонохроматический свет, они могут быть более эффективными, чем источники света, которые должны иметь цветовую фильтрацию. КТ-светодиоды могут быть изготовлены на кремниевой подложке, что позволяет интегрировать их в стандартные кремниевые интегральные схемы или микроэлектромеханические системы.

### Дисплеи с квантовыми точками
Обычный цветной жидкокристаллический дисплей (ЖК-дисплей) подсвечивается люминесцентными лампами (CCFL) или белыми светодиодами, которые подвергаются цветовой фильтрации для получения красных, зелёных и синих пикселей. В дисплеях с квантовыми точками в качестве источников света используются светодиоды, излучающие синий цвет, а не белые светодиоды. Преобразующая часть излучаемого света преобразуется в чистый зелёный и красный свет с помощью квантовых точек, излучающих соответствующие цвета, размещённых перед синим светодиодом или с помощью диффузного покрытия, наполненного квантовыми точками, в оптическом блоке подсветки задней поверхности. Пустые пиксели также используются для того, чтобы синий светодиод по-прежнему генерировал синие оттенки. Этот тип белого света в качестве подсветки ЖК-панели обеспечивает наилучшую цветовую гамму при меньших затратах, чем комбинация светодиодов RGB с использованием трёх светодиодов.
Другой метод, с помощью которого можно получить отображение квантовых точек, — это электролюминесцентный (ЭЛ) или электроэмиссионный метод. Это предполагает встраивание квантовых точек в каждый отдельный пиксель. Затем они активируются и контролируются с помощью пропускания электрического тока. Поскольку зачастую это сам излучает свет, достижимые цвета в этом методе могут быть ограничены. Электроэмиссионные телевизоры QD-LED существуют только в лабораториях.
Способность КТ точно преобразовывать и настраивать спектр делает их привлекательными для ЖК-дисплеев. Предыдущие ЖК-дисплеи могли тратить энергию на преобразование плохого красно-зелёного и насыщенного сине-жёлтого белого света в более сбалансированное освещение. Благодаря использованию КТ на экране содержатся только необходимые цвета для идеального изображения. В результате экран стал ярче, чётче и энергоэффективнее. Первым коммерческим применением квантовых точек стала серия плоских телевизоров Sony XBR X900A, выпущенная в 2013 году.
В июне 2006 года компания QD Vision объявила о техническом успехе в создании экспериментального дисплея на квантовых точках, демонстрирующего яркое излучение в видимой и ближней инфракрасной области спектра. QD-LED, встроенный в иглу сканирующей микроскопии, использовался для демонстрации изображений флуоресцентной сканирующей оптической микроскопии ближнего поля (NSOM).

### Фотоприёмники
Фотодетекторы на квантовых точках (QDP) изготавливаются либо методом обработки в растворе, либо из обычных монокристаллических полупроводников. Обычные монокристаллические полупроводниковые КТП нельзя интегрировать в гибкую органическую электронику из-за несовместимости условий их выращивания с технологическими окнами (условиями производства), необходимыми для органических полупроводников. С другой стороны, QDP, обработанные методом решения, можно легко интегрировать с почти бесконечным разнообразием подложек, а также подвергать постобработке поверх других интегральных схем. Такие коллоидные QDP имеют потенциальное применение в камерах видимого и инфракрасного света, машинном зрении, промышленном контроле, спектроскопии и флуоресцентной биомедицинской визуализации.

### Фотокатализаторы
Квантовые точки также действуют как фотокатализаторы для химического преобразования воды в водород под действием света, что является путём к солнечному топливу. При фотокатализе пары электронов и дырок, образующиеся в квантовой точке при превышении энергии запрещённой зоны, вызывают окислительно-восстановительные реакции в окружающей жидкости. Как правило, фотокаталитическая активность точек связана с размером частиц и степенью их квантовой потенциальной ямы. Это связано с тем, что ширина запрещённой зоны определяет химическую энергию, запасённую в квантовой точке в возбуждённом состоянии. Препятствием для использования квантовых точек в фотокатализе является наличие поверхностно-активных веществ (или лигандов) на поверхности этих точек. Эти лиганды мешают химической активности квантовых точек, замедляя процессы массопереноса и переноса электронов. Кроме того, квантовые точки из халькогенидов металлов химически нестабильны в окислительных условиях и подвергаются реакциям фотокоррозии.

## Теория
Квантовые точки теоретически можно описывать как точечные или нульмерные (0D) объекты. Большинство их свойств зависят от размеров, формы и материалов, из которых изготовлены КТ. Как правило, КТ обладают термодинамическими свойствами, отличными от их основного материала. Одним из таких эффектов является уменьшение точки плавления. Оптические свойства сферических металлических КТ хорошо описываются теорией рассеяния Ми.

### Физико-химические свойства

Спектры флуоресценции квантовых точек теллурида кадмия (CdTe) различных размеров, размер коллоидных частиц увеличивается примерно от 2 нм до 20 нм — разные кривые с максимумами изображенными слева направо. Сдвиг пика флуоресценции в синюю область обусловлен квантовой ямой.

- Широкий спектр поглощения, что позволяет возбуждать нанокристаллы разных цветов одним источником излучения.
- Узкий и симметричный пик флуоресценции (без «хвоста» в красной области, как у органических красителей, полуширина пика флуоресценции 25—40 нм), что обеспечивает чистый цвет: точки размером 2 нм — голубой, 3 нм — зелёный, 6 нм — красный[115].
- Высокая яркость флуоресценции (квантовый выход >50 %).
- Высокая фотостабильность.

Большинство свойств КТ, в том числе цвет излучения, зависит от размеров, формы и материалов, из которых они изготовлены.
Квантовой точкой может служить кристалл полупроводника, в котором реализуются квантово-размерные эффекты вследствие достаточно малого размера. Электрон в таком микрокристалле чувствует себя как электрон в трёхмерной потенциальной яме, он имеет много стационарных уровней энергии с характерным расстоянием между ними {\displaystyle \hbar ^{2}/(2md^{2})}; точное выражение для уровней энергии зависит от формы точки. Аналогично переходу между уровнями энергии атома, при переходе между энергетическими уровнями квантовой точки может излучаться фотон. Возможно также забросить электрон на высокий энергетический уровень, а излучение получить от перехода между более низколежащими уровнями (люминесценция). При этом, в отличие от настоящих атомов, частотами переходов легко управлять, меняя размеры кристалла. Собственно, наблюдение люминесценции кристаллов селенида кадмия с частотой люминесценции, определяемой размером кристалла, и послужило первым наблюдением квантовых точек.
В настоящее время множество экспериментов посвящено квантовым точкам, сформированным в двумерном электронном газе. В двумерном электронном газе движение электронов перпендикулярно плоскости уже ограничено, а область на плоскости можно выделить с помощью затворных металлических электродов, накладываемых на гетероструктуру сверху. Квантовые точки в двумерном электронном газе можно связать туннельными контактами с другими областями двумерного газа и изучать проводимость через квантовую точку. В такой системе наблюдается явление кулоновской блокады.

### Квантовое ограничение в полупроводниках

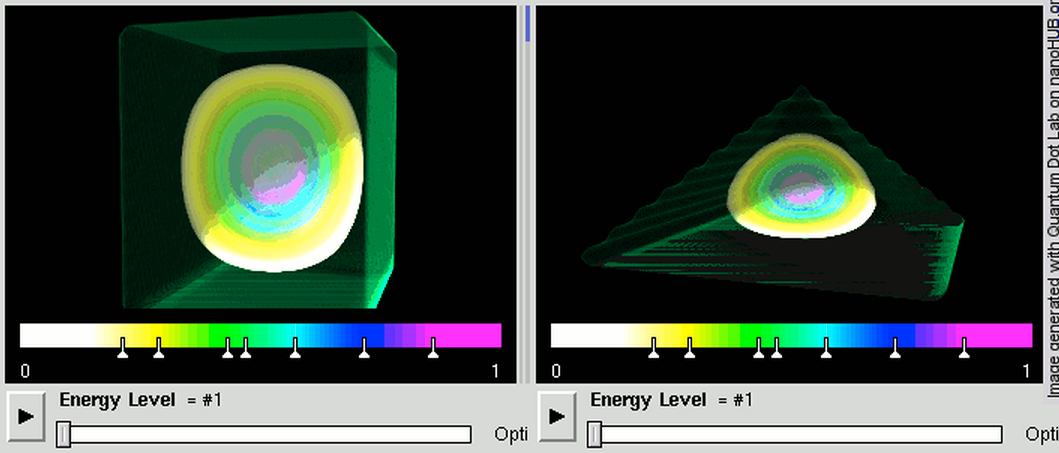
Волновые функции трёхмерных электронов в квантовой точке. Здесь показаны квантовые точки параллелепипедной и тетраидной формы. Энергетические состояния в параллелепипедных точках относятся скорее к s-типу и p-типу. Однако в треугольной точке волновые функции смешаны из-за симметрии конфайнмента. (Нажмите, чтобы увидеть анимацию)

Уровни энергии отдельной частицы в квантовой точке можно предсказать, используя модель частицы в ящике, в которой энергии состояний зависят от размеров потенциальной ямы. Для экситона внутри квантовой точки также существует кулоновское взаимодействие между отрицательно заряженным электроном и положительно заряженной дыркой. Сравнивая размер квантовой точки с радиусом Бора экситона, можно определить три режима. В «режиме сильного удержания» радиус квантовой точки намного меньше боровского радиуса экситона, соответственно энергия удержания доминирует над кулоновским взаимодействием. В режиме «слабого удержания» квантовая точка больше, чем радиус Бора экситона, соответственно энергия удержания меньше, чем кулоновское взаимодействие между электроном и дыркой. Режим, в котором боровский радиус экситона и потенциал удержания сравнимы, называется «режимом промежуточного удержания».

Расщепление энергетических уровней малых квантовых точек из-за эффекта квантового ограничения. Горизонтальная ось — это радиус или размер квантовых точек, а a_{b}* — экситонный радиус Бора.

Энергия запрещённой зоны
Запрещённая зона может стать меньше в режиме сильного ограничения по мере разделения энергетических уровней. Радиус Бора экситона можно выразить как:
{\displaystyle a_{\rm {B}}^{*}=\varepsilon _{\rm {r}}\left({\frac {m}{\mu }}\right)a_{\rm {B}}}
где aB = 0.053 нм — радиус Бора, m — масса, μ — приведённая масса, а εr — диэлектрическая проницаемость, зависящая от размера КТ (относительная диэлектрическая проницаемость). Это приводит к увеличению полной энергии излучения (сумма уровней энергии в меньших запрещённых зонах в режиме сильного ограничения больше, чем уровни энергии в запрещённых зонах исходных уровней в режиме слабого ограничения) и эмиссии на различных длинах волн. Если распределение КТ по размерам недостаточно острое, свёртка нескольких длин волн излучения наблюдается в виде непрерывных спектров.
Энергия удержания
Экситонное поведение можно моделировать с помощью модели частицы в ящике. Электрон и дырку можно рассматривать как атом водорода в модели Бора, где ядро водорода заменено дыркой с положительным зарядом и массой электрона. Тогда энергетические уровни экситона можно представить как решение частицы в ящике на основном уровне (с n = 1) с заменой массы приведённой массой. Таким образом, изменяя размер квантовой точки, можно контролировать энергию удержания экситона.
Энергия связанного экситона
Между отрицательно заряженным электроном и положительно заряженной дыркой существует кулоновское притяжение. Отрицательная энергия, участвующая в притяжении, пропорциональна энергии Ридберга и обратно пропорциональна квадрату зависящей от размера КТ диэлектрической проницаемости полупроводника. Когда размер полупроводникового кристалла меньше радиуса Бора экситона, кулоновское взаимодействие должно быть модифицировано.
Следовательно, сумму этих энергий можно представить как:
{\displaystyle {\begin{aligned}E_{\textrm {confinement}}&={\frac {\hbar ^{2}\pi ^{2}}{2a^{2}}}\left({\frac {1}{m_{\rm {e}}}}+{\frac {1}{m_{h}}}\right)={\frac {\hbar ^{2}\pi ^{2}}{2\mu a^{2}}}\\E_{\textrm {exciton}}&=-{\frac {1}{\epsilon _{\rm {r}}^{2}}}{\frac {\mu }{m_{\rm {e}}}}R_{y}=-R_{y}^{*}\\E&=E_{\textrm {bandgap}}+E_{\textrm {confinement}}+E_{\textrm {exciton}}\\&=E_{\textrm {bandgap}}+{\frac {\hbar ^{2}\pi ^{2}}{2\mu a^{2}}}-R_{y}^{*}\end{aligned}}}
где μ — приведённая масса, a — радиус квантовой точки, me — масса свободного электрона, mh — масса дырки, а εr — диэлектрическая проницаемость, зависящая от размера.
Хотя приведённые выше уравнения были получены с использованием упрощающих предположений, они подразумевают, что электронные переходы квантовых точек будут зависеть от их размера. Эти эффекты квантового ограничения проявляются только ниже критического размера. Более крупные частицы не проявляют такого эффекта. Этот эффект квантового ограничения на КТ неоднократно подтверждался экспериментально и является ключевой особенностью многих новых электронных структур.
Кулоновское взаимодействие между ограниченными носителями также можно изучать численными методами, если преследовать результаты, не квазиклассическими оценками.
Помимо ограничения во всех трёх измерениях, другие полупроводники с квантовым ограничением включают:
- Квантовые провода, которые удерживают электроны или дырки в двух пространственных измерениях и допускают свободное распространение в третьем измерении.
- Квантовые ямы, которые удерживают электроны или дырки в одном измерении и допускают свободное распространение в двух измерениях.

### Модели
Существует множество теоретических основ для моделирования оптических, электронных и структурных свойств квантовых точек. Их можно разделить на квантовомеханические, полуклассические и классические.

### Квантовая механика
Квантово-механические модели и моделирование квантовых точек часто включают взаимодействие электронов с псевдопотенциалом или случайной матрицей.

#### Полуклассический
Квазиклассические модели квантовых точек часто включают в себя химический потенциал. Например, термодинамический химический потенциал системы N-частиц определяется выражением
{\displaystyle \mu (N)=E(N)-E(N-1)}
чьи энергетические вклады получены как решения уравнения Шрёдингера. Определение ёмкости,
{\displaystyle {1 \over C}\equiv {\Delta \,V \over \Delta \,Q}} ,
с разницей потенциалов
{\displaystyle \Delta \,V={\Delta \,\mu \, \over e}={\mu (N+\Delta \,N)-\mu (N) \over e}}
может быть применён к квантовой точке с добавлением или удалением отдельных электронов из-за дискретность заряда,
{\displaystyle \Delta \,N=1} и {\displaystyle \Delta \,Q=e} .
Тогда
{\displaystyle C(N)={e^{2} \over \mu (N+1)-\mu (N)}={e^{2} \over I(N)-A(N)}}
— квантовая ёмкость квантовой точки, где через I(N) мы обозначили потенциал ионизации, а через A(N) — сродство к электрону системы N-частиц.

#### Уровни энергии в квантовой точке
Энергетический спектр квантовой точки определяется профилем потенциальной энергии {\displaystyle U({\vec {r}})} частицы в ней и может быть найден посредством решения трёхмерного стационарного уравнения Шрёдингера.
Например, если {\displaystyle U=0} в области {\displaystyle 0<x<L}, {\displaystyle 0<y<L}, {\displaystyle 0<z<L} и {\displaystyle U=+\infty } вне этой области, то
{\displaystyle E={\frac {\pi ^{2}\hbar ^{2}}{8mL^{2}}}\left(n_{x}^{2}+n_{y}^{2}+n_{z}^{2}\right)},
где {\displaystyle n_{x}}, {\displaystyle n_{y}}, {\displaystyle n_{z}} — натуральные числа, аналогично уровням энергии в квантовой яме с бесконечными стенками.
Если {\displaystyle U=0} в сферической области {\displaystyle 0<r<R} и {\displaystyle U=+\infty } вне неё (это одно из адекватных приближений для реальных точек), то
{\displaystyle E={\frac {\hbar ^{2}}{2mR^{2}}}\cdot \left(b_{n}^{l}\right)^{2}},
где {\displaystyle l} — неотрицательное целое число, а {\displaystyle b_{n}^{l}} — {\displaystyle n}-й корень функции Бесселя полуцелого индекса {\displaystyle J_{l+1/2}(b)}; для {\displaystyle l=0} будет {\displaystyle b_{n}^{l}=\pi n}, а для других {\displaystyle l} имеются таблицы нулей.
Наконец, если {\displaystyle U=m\omega ^{2}r^{2}/2} (трёхмерный квантовый гармонический осциллятор, также являющийся неплохим приближением для реальных точек; {\displaystyle \omega } = const), то
{\displaystyle E=\hbar \omega \cdot \left(n_{x}+n_{y}+n_{z}+{\frac {3}{2}}\right)}.

#### Классическая механика
Классическая электростатическая трактовка электронов, удерживаемых сферическими квантовыми точками, аналогична их трактовке в модели атома Томсона или модели сливового пудинга.
Классическая трактовка как двумерных, так и трёхмерных квантовых точек демонстрирует поведение заполнения электронных оболочек. Для двумерных квантовых точек описана «таблица Менделеева классических искусственных атомов». Кроме того, сообщалось о нескольких связях между трёхмерной задачей Томсона и закономерностями заполнения электронных оболочек, обнаруженными в природных атомах, встречающихся во всей периодической таблице. Эта последняя работа возникла на основе классического электростатического моделирования электронов в сферической квантовой точке, представленной идеальной диэлектрической сферой.

## История
На протяжении тысячелетий стеклодувы изготавливали цветное стекло, добавляя в стекломассу различные вещества в виде пыли и порошков — серебро, золото, кадмий, другие вещества и изменяли температурный режим изготовления для получения разных оттенков стекла.
В XIX-м веке учёные начали понимать, как цвет стекла зависит и от добавляемых элементов и от методов нагрева и охлаждения. Также было обнаружено, что для одной и той же добавки цвет зависел от размера частиц добавляемой пыли.
Впервые квантовые точки из хлорида меди(I) (CuCl) были созданы в стеклянной матрице Алексеем А. Онущенко и А. Екимовым в 1981 году в Государственном оптическом институте имени Вавилова и независимо от них в коллоидной суспензии группой Л. Брюса в Bell Labs в 1983 году, работавшей с коллоидными растворами сульфида кадмия.
Впервые теория квантовых точек рассматривалась А. Эфросом и Алексеем Эфросом в 1982 году. Вскоре было установлено, что изменения оптических свойств очень маленьких частиц вызываются квантово-механическими эффектами.
Термин «квантовая точка» впервые появился в статье М. Рида в 1986 году. По словам Л. Брюса, термин «квантовая точка» был придложен Д. Чемла во время их работы в Bell Labs.
В 1993 году Дэвид Дж. Норрис, К. Мюррей и Мунги Бавенди из Массачусетского технологического института сообщили о методе горячей инжекции для получения квантовых точек чётко определённых воспроизводимых размеров и с высоким оптическим качеством. Этот метод позволил развить крупномасштабное технологическое применение квантовых точек во многих областях.
В настоящее время (2025 год)
наиболее изучены квантовые точки на основе селенида кадмия. Но с принятием законов, ограничивающих использование материалов содержащих токсичные тяжёлые металлы, развиваются технологии создания квантовых точек, не содержащих кадмий.
Нобелевская премия по химии 2023 года присуждена М. Бавенди, Л. Брюсу и А. Екимову «за открытие и синтез квантовых точек».